# 신경내분비 세포
신경내분비 세포(neuroendocrine cell)는 신경 세포 또는 신경 분비 세포에서 방출되는 신경 전달 물질을 통해 신경 입력을 받고, 이 입력의 결과로 혈액으로 신호 분자(호르몬)를 방출하는 세포이다. 이런 방식으로 신경계와 내분비계 간의 통합을 가져오는데, 이 과정을 신경내분비 통합(neuroendocrine integration)이라고 한다.

## 같이 보기
- 하시모토 뇌병증
- 작은입증
- 새염색체
- 갑상샘염
- 혈관종